# Endonym
Endonymer (av klassisk grekiska: ἔνδον, éndon, ”inre”) eller inhemska namn är ortnamn och folknamn (gruppen i sig eller individer ur gruppen) på eller utifrån vederbörandes inhemska språk, till exempel svenskans Göteborg jämte engelskans Gothenburg eller spanskans Gotemburgo, svenskans Tyskland jämte tyskans Deutschland. I grövre betydelse räknas inte språkliga biformer av samma etymologiska namn som endonym, utan bara snarast lika former, såsom Belarus jämte vitryskans Bjelarus (Белару́сь).

## Bruk
En och samma ort kan ha flera olika endonymer utifrån olika språkförutsättningar. Exempelvis är både "Helsingfors" och "Helsinki" (svenska och finska), "Norge" och "Noreg" (bokmål och nynorska), eller "San Sebastián" och "Donostia" (spanska och baskiska) endonymer. För till exempel landsnamnet "Schweiz" (som kommer från tyskan) kan också de franska, italienska och rätoromanska formerna, Suisse, Svizzera och Svizra, räknas som endonymer, eftersom samtliga fyra språk är officiella i landet.
San Sebastián/Donostia och Åbo/Turku är exempel på endonymer som skiljer sig från varandra mycket medan Helsingfors och Helsinki är relaterade till varandra språkligt. 
Det finns mellanting mellan exonymer och endonymer, namn som förut var endonymer, som använts av ett språk som trängts undan från ett område. Sådana kan vara politiskt känsliga och antyda krav på territorier. Exempelvis finns en stor mängd tyska namn på orter i Polen och Tjeckien.
Bruket av endonymer eller exonymer kan skifta mellan olika institutioner. Elfenbenskusten har till exempel yrkat på att det officiella franska namnet, Côte d'Ivoire, ska användas i alla internationella sammanhang. I FN har denna begäran gått igenom, så även i engelska och spanska FN-dokument talar man om "Côte d'Ivoire" istället för att använda de engelska och spanska exonymerna, "Ivory Coast" eller "Costa de Marfil". I svenskan har man dock behållit exonymen, vilket bland annat kan ses i Utrikes namnbok-
I Nationalencyklopedin används ofta endonymer, till exempel "Canada" och "Cuba", medan TT-språket och SAOL snarare förordar exonymer: "Kanada" och "Kuba".
Begreppet endonym myntades av slavisten Otto Kronsteiner på 1970-talet.